# دوين بوتنام
دوين بوتنام (بالإنجليزية: Duane Putnam) هو لاعب كرة قدم أمريكية أمريكي، ولد في 5 سبتمبر 1928 في بولوك في الولايات المتحدة، وتوفي في 21 مارس 2016.

## وصلات خارجية
- دوين بوتنام على موقع مرجع كرة القدم المحترفة.كوم (الإنجليزية)